# Liste bekannter Persönlichkeiten der Hochschule für Gestaltung Schwäbisch Gmünd

Diese Liste führt Persönlichkeiten auf, die mit der Hochschule für Gestaltung Schwäbisch Gmünd verbunden sind:

## Lehrende
- Mick Baumeister (* 1958), Dozent
- Barbara Bosch (* 1958), Lehrbeauftragte
- Franz Beer (1929–2022), Maler, Professor von 1970 bis 1991
- Wilhelm Braun-Feldweg (1908–1998), 1948–1958 Dozent für Kunstgeschichte, Zeichnen und Malen, später für Entwurf und Entwicklung von Industrieprodukten
- Michael Braungart (* 1958), 2024–2025 Stiftungsgastprofessor
- George Burden (* 1939), ab 1973 Professor für Gestaltungsmethodik, Ergonomie und Produktgestaltung
- Eckhart Dietz (1933–2019), 1972/1973 und von 1981 bis 1989 Lehrbeauftragter
- Jens Döring (* 1978), 2009 bis 2012 Lehrbeauftragter, 2012 bis 2016 Professor für Interaktionsgestaltung, seit 2016 Professor für Gestaltung vernetzter Systeme/Internet der Dinge
- Jakob Wilhelm Fehrle (1884–1974), ab 1928 Professor
- Walter Flemming (1896–1977), 1923–1924 Dozent
- Konrad Habermeier (1907–1992), 1954–1970 Professor für Glasschliff und -gravur
- Eva-Maria Heinrich (* 1977), 2017–2020 Lehrbeauftragte in den Studiengängen Kommunikationsgestaltung und Internet der Dinge
- Jürgen Held (* 1965), seit 2008 Professor für Produktdesign, insbesondere Ergonomie
- Günther Hörmann (* 1940), ab 1988 Professor für Film
- Wolfgang J. G. Jung (1948–2020), 1983–2012 Lehrbeauftragter für Filmgestaltung
- Angelika Karger (* 1952), war von 2005 bis 2018 Professorin für Wissenschaftliche Grundlagen der Gestaltung, Designtheorie, Design- und Mediengeschichte
- Michael Klar (1943–2023), 1972–1992 Professor für Visuelle Gestaltung
- Walter Klein (1877–1952), 1903–1946 Professor sowie Rektor der höheren Fachschule
- Georg Kneer (* 1960), seit 2001 Professor für wissenschaftliche Grundlagen der Gestaltung
- Michael Kneidl (* 1966), 1997–1999 Lehrbeauftragter für interaktive Systeme
- Martin Krampen (1928–2015), 1972–2005 Lehrbeauftragter, ab 1998 als Honorarprofessor
- Walter Lochmüller (1905–1992), 1927–1970, ab 1927 Dozent, ab 1946 Rektor, ab 1947 Professor für Email
- Alfred Lutz (1919–2013), 1955–1991 Lehrender, ab 1970 Professor für Grafik-Design/Visuelle Kommunikation, von 1979 bis 1984 Prorektor
- Eileen Mandir (* 1981), 2019–2022 Lehrbeauftragte und Vertretungsprofessorin im Bereich Strategische Gestaltung
- Cordula Meier (* 1960), 1997–2003 Professorin für Geschichte der Gestaltung und Theorien zur Gestaltung
- Fritz Möhler (1896–1978), ab 1948 Professor für Goldschmiedekunst
- Kerstin Müllerperth (* 1962), 1990–1991 Lehrbeauftragte für „Glasperlen“ und „Glasschmuck“
- Karl Ulrich Nuss (* 1943), 1972–1979 Dozent für plastisches Gestalten
- Helmut Ohnewald (1936–2018), Lehrbeauftragter für Recht und Wirtschaft, ab 1996 Honorarprofessor, von 2000 bis 2005 Vorsitzender des Hochschulrats
- David Oswald (* 1968), seit 2014 Professor für Interaktionsgestaltung, seit 2018 Studiengangsleiter für Interaktionsgestaltung
- Nikolaus Plump (1923–1980), ab 1966 Dozent für Freies Zeichnen und Malen, Figürliches Zeichnen und Schrift, 1974 Ernennung zum Professor
- Dagmar Rinker (* 1965), seit 2012 Professorin für Designgeschichte, Designforschung und Ausstellungstheorie, Prorektorin der Hochschule
- Susanne Schade (* 1967), seit 2011 Professorin für Produktgestaltung, Prorektorin der Hochschule
- Eberhard Schuy (* 1955), 2008–2010 Gastdozent für Fotografie
- Wolfgang Schmittel (1930–2013), ab 1982 Professor für Grafik-Design
- Friederike Spiecker (* 1967), Lehrbeauftragte für Ökonomie

## Lehrende mit Studium an der Hochschule
- Hartmut Bohnacker (* 1972), Studium der Visuellen Kommunikation, seit 2009 Professor für Mediengestaltung, Medieninformatik und Medientechnik, zeitweise Leiter des Studiengangs Interaktionsgestaltung, seit 2021 Prorektor für Studium und Lehre
- Karl Dittert (1915–2013), 1946–1949 Studium des Goldschmieds, 1949–1961 Dozent, ab 1961 Professor für Zeichnen und Darstellen für Schmuck und Gerät, von 1972 bis 1979 Rektor
- Ralf Dringenberg (* 1960), von 1984 bis 1988 Studium der Visuellen Kommunikation, seit 2007 Professor für Grundlagen der zweidimensionalen Gestaltung, von 2015 bis 2022 Rektor der Hochschule
- Alfons Feuerle (1885–1968), ab 1919 Lehrer und ab 1926 Professor für Medaillen- und Elfenbeinschneiden
- Benedikt Groß (* 1980), Studium Information und Medien, seit 2017 Professor für Interaktionsgestaltung, Leiter des Studiengangs Master Strategische Gestaltung
- Matthias Held (* 1968), Studium der Produktgestaltung, 2006 Professor für dreidimensionale Grundlagen der Gestaltung, 2009 bis 2015 und seit 2021 Prorektor für Forschung und Transfer, seit 2015 ist er Mitglied des Hochschulrats
- Andreas Ingerl (* 1973), von 1994 bis 1998 Studium der Visuellen Kommunikation, 1999–2005 Lehrbeauftragter für Grundlagen interaktiver Systeme
- Hans Kloss (1938–2018), 1958 Aufnahme des Studiums, ab 1983 Lehraufträge
- Fritz Nuss (1907–1999), 1943–1972 Professor für plastisches Gestalten
- Frank Georg Zebner (* 1962), 1997–2008 Professor für Produkt und Kommunikationsgestaltung

## Studierende
- Marion Ascherl (* 1961/1962), Diplom 1988, Diplom-Industriedesignerin
- Marianne Denzel (1932–1975), Goldschmiedin und Designerin
- Hartmut Esslinger (* 1944), 1966–1970 Industriedesigner (Diplom-Designer)
- Walter Giers (1937–2016), 1959–1963, Diplom-Industriedesigner
- Hans-Michael Kissel (* 1942), Design und Bildhauerei
- Frieder Kühner (* 1951), 1970–1972 Grafikdesign und Industriedesign, Künstler
- Melanie Kurz (* 1976), Kommunikationsgestaltung, Professorin für Designtheorie und Designgeschichte
- Detlef Rahe (* 1964), 1984–1988 Industriedesigner (Diplom-Designer), 2021 zum Rektor der HfG gewählt, Amt nicht angetreten
- Mike Richter (* 1970), Industriedesigner und Hochschullehrer
- Joachim Sauter (1959–2021), deutscher Medienkünstler und -gestalter. Pionier der Neuen Medien.
- Joachim Schmid (* 1955), 1976–1981 Visuelle Kommunikation
- Jürgen R. Schmid (* 1956), Industriedesign
- Paula Straus (1894–1943), Gold- und Silberschmiedin.
- Elisabeth Treskow (1898–1992), 1916–1917, Goldschmiedin
- Josef Überall (1936–2008), Objektkünstler
- Uwe Vock (* 1956), Grafik-Designer
- Andreas Wlasak (* 1964), Industriedesigner
- Jörg F. Zimmermann (* 1940), bis 1968 Industriedesign

## Sonstige Personen
- Uli Mayer-Johanssen (* 1958), Mitglied des Hochschulrates und Ehrensenatorin
- Klaus Pavel (* 1953), Landrat, von 2006 bis 2015 Vorsitzender des Hochschulrates, aktuell Vorsitzender des Kuratoriums, Ehrensenator der Hochschule
- Maren Schmohl (* 1964), Bildungsmanagerin, seit 2023 Rektorin der Hochschule